# Чарли и фабрика чоколаде (филм)
Чарли и фабрика чоколаде (енгл. Charlie and the Chocolate Factory) је амерички филм из 2005. године, режисера Тима Бертона, заснован на истоименом роману из 1964, чији је аутор британски писац Роалд Дал. Премијерно је приказан 10. јула 2005. године у САД. Ово је друга екранизација романа Чарли и фабрика чоколаде. Прва датира из 1971. године и зове се Вили Вонка и фабрика чоколаде. У главним улогама су Џони Деп, Фреди Хајмор, Дејвид Кели, Хелена Бонам Картер, Ноа Тејлор, Миси Пајл, Џејмс Фокс, Дип Рој и Кристофер Ли.
Бертон је, као и у својим претходним филмовима, сарађивао са Депом и Данијем Елфманом. Чарли и фабрика чоколаде је први филм, после Ноћне море пре Божића (где је Бертон био продуцент), у коме је Елфман допринео филмској музици, користећи написане песме и сопствене вокале. Филм је сниман од јуна до децембра 2004. године у Уједињеном Краљевству и зарадио је 475 милиона долара широм света и позитивне критике.

## Радња
Једанаестогодишњи Чарли Бакет је дечак из сиромашне породице. У његовом граду постоји велелепна фабрика чоколаде и других слаткиша, коју држи чудновати Вили Вонка. Фабрика је правила разне чудне слаткише: сладоледе који се никада не топе, жваке које трају вечно итд. Ипак, нико никада није ушао у фабрику и све у вези ње је било мистериозно. Једног дана, власник фабрике Вили Вонка је објавио да је у пет својих чоколада сакрио по једну златну улазницу. Ко год је нађе на свету да је нађе, има прилику да посети фабрику. Прве четири улазнице извукла су богаташка деца: 
- Августус Глуп, који дневно поједе око тону чоколаде
- Верука Солт, којој богати родитељи испуњавају све жеље
- Виолета Борегард, која никада не престаје да жваће жваке
- Мајк Тиви, опседнут видео-игрицама и телевизијом

Пету улазницу извукао је Чарли... Њих петоро крећу у авантуру коју никада неће заборавити...

## Улоге
| Глумац              | Улога               |
| ------------------- | ------------------- |
| Фреди Хајмор        | Чарли Бакет         |
| Џони Деп            | Вили Вонка          |
| Филип Виграц        | Августус Глуп       |
| Џулија Винтер       | Верука Солт         |
| Ана Софија Роб      | Виолета Борегард    |
| Џордан Фрај         | Мајк Тиви           |
| Дејвид Кели         | Деда Џо             |
| Хелена Бонам Картер | Госпођа Бакет       |
| Ноа Тејлор          | Господин Бакет      |
| Лиз Смит            | Бака Џорџина        |
| Илен Есел           | Бака Џозефина       |
| Дејвид Морис        | Деда Џорџ           |
| Миси Пајл           | Госпођа Борегард    |
| Џејмс Фокс          | Господин Солт       |
| Адам Годли          | Господин Тиви       |
| Франсиска Трогнер   | Госпођа Глуп        |
| Кристофер Ли        | Доктор Вилбур Вонка |
| Дип Рој             | Умпа Лумпе          |
| Џефри Холдер        | Наратор             |